# Karaman
Pour les articles homonymes, voir Karaman (homonymie).
Karaman, connue autrefois sous le nom de Larende (en grec ancien τὰ Λάρανδα), est une ville de Turquie d’environ 100 000 habitants, préfecture de la province du même nom, et qui est peuplée d’environ 243 000 habitants.

## Histoire
Karaman doit son nom à la tribu turque des Karamanides (en turc : Karamanoğulları) qui conquit la ville en 1250 et créa le sultanat indépendant de Karamanie. Après la chute de l’Empire seldjoukide, la Karamanie resta indépendante jusqu’à son annexion par le sultan ottoman Mehmed Ier.

## Personnalités de Karaman
- Şeyh Edebali (Cheikh Edebali)
- Mümine Hatun (mère de Mevlâna Celaleddin Rûmi)
- Piri Reis
- Yunus Emre
- Karamanoğlu Mehmet Bey Ier
- Kâzım Karabekir
- Aynî de Karaman

## Centres d’intérêt
- Parc de loisirs forestier de Gökçe Çamligi
- Caverne de Meraspolis, de Incesu
- La citadelle de Karaman, la vallée d’Ermenek (Firan) et de Mennan
- « medrese » (anciennes écoles religieuses) de Binbirkilise, de Hatuniye, d’Emir Musa, d’Ibrahim Bey et de Tol Medrese
- le village Ulucami (Grande Mosquée) de Gaferyad (Ermenek, Kâzimkarabekir) et du village de Yollarbasi (Ilisra)
- mosquées de Haci Beyler, d’Aktekke (Valide Sultan), d’Arapzade, de Pacha, de Dikbasan (Fasih), d’Akçasehir, de Sipas et de Mimar Emir Rüstem Pacha, mosquée et loge de Yunus Emre, « mescit » (petite Mosquée) de Seyh Çelebi et Akça Mescit
- mausolée et hospice de Karamanoglu
- pont de Biçakçi et d’Ala Köprü
- fontaine de Yedi Oluklu
- Musée de Karaman, maison des Tartan
- ancienne église arménienne Çeşmeli (Surp Asvadzadzin)[1].
- Marché de Zeyve, se trouvant vers Ermenek, où les fermiers locaux vendent leurs récoltes tous les dimanches de juillet à septembre dans un environnement naturel[2].

Dans les environs, Binbirkilise, ruines d'une cinquantaine d'églises byzantines.